# Лунина, Людмила Семёновна

Людми́ла Семёновна Лу́нина (род. 17 сентября 1946, Вильно, Литовская ССР) — журналист и поэтесса.

## Биография
В 1951 г. вместе с отцом и матерью переехала в Караганду. В 1964 г. окончила с серебряной медалью школу и поступила в Московский историко-архивный институт, который закончила в 1971 г. Была принята в члены Союза журналистов Казахстана. В качестве журналиста делала также передачи на телевидении и радио. Стихи публиковала в местной и республиканской периодической печати, коллективных сборниках «День поэзии», журнале «Простор», «Звезда Востока»(Ташкент). Была неоднократным участником Республиканских совещаний молодых литераторов.
С 1966 по 1976 г. работала старшим научным сотрудником Карагандинского облгосархива. В 1976 г. поступила в аспирантуру при кафедре философии Карагандинского университета, окончила в 1980 г. Прошла специализацию по социологии и с 1976 г. работала социологом, затем заведующей социологической лаборатории КарГУ. Первая книга вышла в 1982 г., в 1986 вышла книга детских стихов, а в 1989 г. — третья книга. В это же время редактировала коллективные сборники карагандинских поэтов и писателей, руководила литературными объединениями, была участником республиканских совещаний писателей. В 1995 г. принята в члены Союза писателей Казахстана.
В апреле 1997 г. репатриировалась в Израиль. Член Союза писателей Израиля. В Израиле публиковалась в периодической печати, журналах, альманахах и антологиях.